# Cardinal inaccesible
En teoría de conjuntos, un cardinal inaccesible es un tipo de número cardinal grande. Se caracteriza por ser regular, es decir, por tener una cofinalidad igual a sí mismo.

## Definición
Los cardinales inaccesibles son básicamente cardinales límite regulares, excluyendo el único caso concreto conocido, que es ℵ0.
| Un cardinal débilmente inaccesible es un cardinal límite regular distinto de ℵ0. |

Existe sin embargo una noción de inaccesibilidad fuerte, para los cardinales que son límites fuertes. Un cardinal límite fuerte es un cardinal límite κ tal que para todo cardinal menor, μ < κ, se tiene también 2μ < κ. El cardinal ℵ0 en particular es un límite fuerte.
| Un cardinal fuertemente inaccesible es un cardinal límite fuerte regular distinto de ℵ0. |

El término «cardinal inaccesible» puede hacer referencia a cualquiera de las dos nociones, dependiendo del contexto.

## Modelos y consistencia
En la teoría de conjuntos de Zermelo-Fraenkel ZFC puede demostrarse que:
- El conjunto de Von Neumann Vκ constituye un modelo de ZFC si κ es fuertemente inaccesible.
- Los conjuntos constructibles de rango menor que κ, Lκ, forman un modelo de ZFC si κ es débilmente inaccesible.

Por lo tanto en ZFC no puede demostrarse la existencia de un cardinal inaccesible (fuerte o débil), ya que de ella se deduciría la existencia de un modelo de la propia ZFC, lo cual está prohibido por el segundo teorema de incompletitud de Gödel (siempre que ZFC sea consistente).